# Kenny King
Kenny Layne, meglio conosciuto con il ring name Kenny King (New York, 22 luglio 1981), è un wrestler statunitense.
Ha lottato anche nella Total Nonstop Action Wrestling, dove ha vinto l'X Division Championship. Nella ROH ha conquistato il ROH World Tag Team Championship con Rhett Titus.

## Carriera

### Tough Enough e circuiti indipendenti (2002–2005)
Layne partecipò alla seconda stagione di Tough Enough, reality show prodotto dall'allora World Wrestling Federation a soli 21 anni e venne allenato da Bob Holly, Chavo Guerrero, Ivory e Al Snow. Layne andò piuttosto avanti nel programma, ma perse la finalissima in favore di Jackie Gayda e Linda Miles. Entrambe, poi, stazionarono in WWE per un breve periodo senza particolari risultati di rilievo.
Passato dal football al wrestling, iniziò a lottare per il circuito indipendente dopo essere stato eliminato dal programma. Nick Bockwinkel lo prese sotto la sua ala e iniziò a lottare con il ring name di "Tough Enough Kenny" o "Kenny Lane". Il 25 aprile 2003, ad un evento della Ultimate Pro Wrestling, sconfisse Mike Mizanin, che poi andrà a partecipare anche lui a Tough Enough ed è oggi noto come The Miz. Risalgono a questo periodo anche le sue apparizioni per la Alternative Wrestling Show e per la Revolution Pro Wrestling, dove lottava come "The Natural" Kenny King.

### Total Nonstop Action Wrestling (2005–2006)
Nel 2005 arrivò il primo ingaggio importante per la Total Nonstop Action Wrestling, e vi debuttò ad Impact del 3 dicembre 2005, perdendo molto velocemente contro Abyss. Lavorò come jobber tra il 2005 e il 2006, lottò contro wrestler come Ron Killings, Lance Hoyt e Monty Brown. In coppia con Buck Quartermaine perse contro James Gang e Team 3D. Venne rilasciato nell'agosto 2006.

### Full Impact Pro (2006–2009)
Nonostante le sue sconfitte in TNA, lo stile di lotta di Layne piacque ai booker della Full Impact Pro e della Ring of Honor che lo ingaggiarono nel 2006 e nel 2007. Nella FIP, formò una stable con Chasyn Rance, Sal Rinauro, Steve Madison, Claudio Castagnoli e Daffney chiamata "Young, Rich and Ready for Action". Il 9 novembre 2007, insieme a Jason Blade, sconfisse i Briscoe Brothers vincendo i FIP Tag Team Championship. Il regno di King e Blade durò più di un anno, persero le cinture infatti contro Erick Stevens e Roderick Strong il 20 dicembre 2008.

### Ring of Honor
King debuttò nella Ring of Honor all'evento Motor City Madness 2007, il 14 settembre, insieme a Chasyn Rance, suo compagno di stable nella Full Impact Pro, sconfiggendo agilmente Mitch Franklin e Alex Payne. Dopo l'incontro, i due misero in scena un promo, sfidando tutti i wrestler della ROH a farsi sotto. Così, entrambi sfidarono Bryan Danielson in match singoli, venendo sempre sconfitti. Essendo sempre parte del circuito indipendente, i membri della stable "Young, Rich and Ready to Action" avevano accesso anche agli show della ROH, e qui combatterono vari match di coppia, portando quasi sempre a casa la vittoria. A Age of the Insanity nell'agosto 2008, King affrontò nuovamente Bryan Danielson perdendo l'incontro, così come perse contro Kevin Steen a Night of the Butcher e contro Jerry Lynn a Glory by Honor VII.

#### The All Night Express (2008-2010)

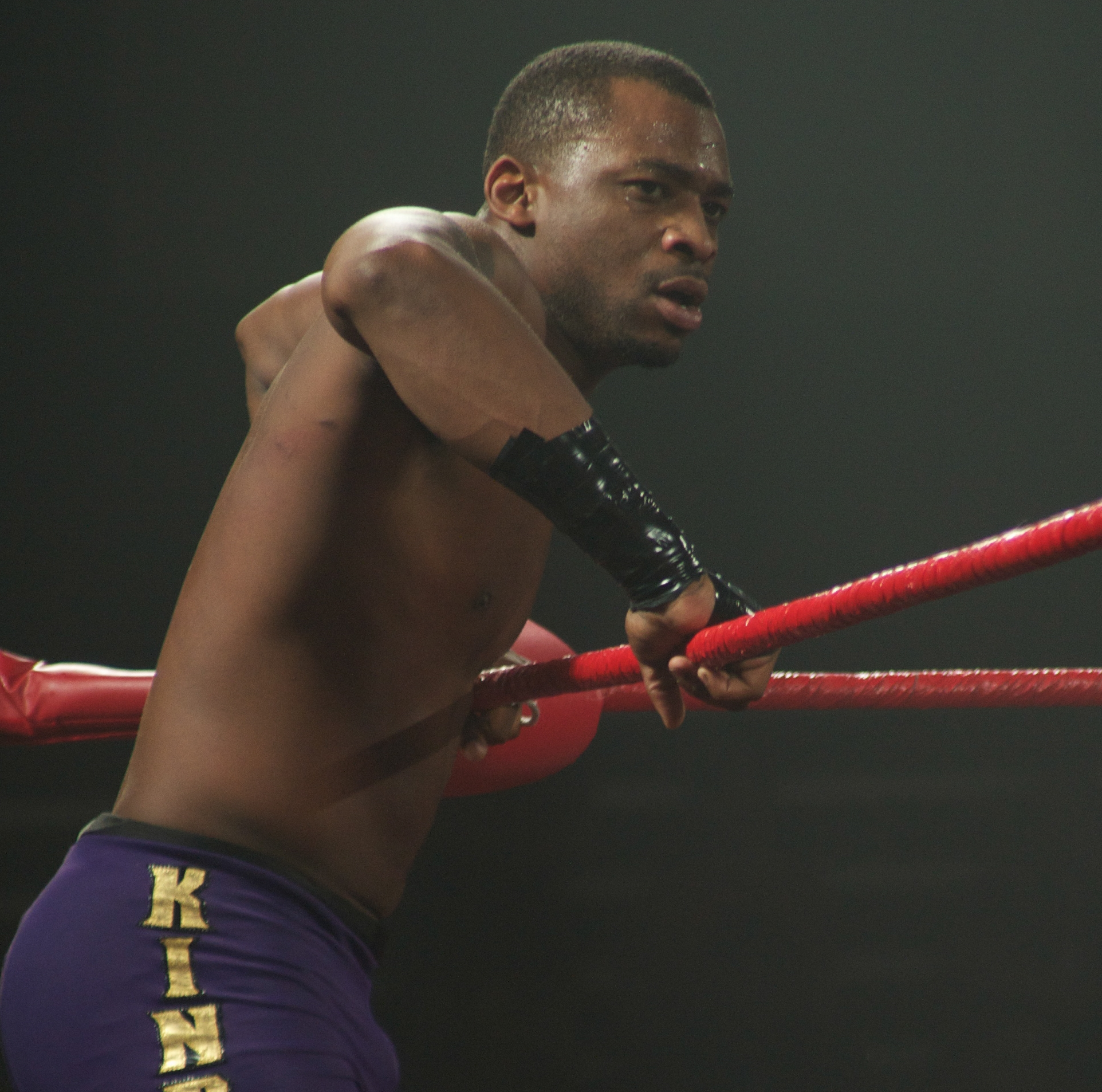
Kenny King ad uno show della Ring of Honor nel 2011.

Allo show The French Connection, King fece squadra con Kenny Omega per affrontare i Briscoe Brothers, ma durante l'incontro, King abbandonò l'arena insieme a Rhett Titus, mostrando la loro nuova alleanza. Nei mesi successivi, lottarono in vari match di coppia fino a diventare primi sfidanti ai ROH World Tag Team Championship detenuti da Kevin Steen e El Generico. A Insanity Unleashed, fallì un primo tentativo di conquistare le cinture. Le cose andarono in migliorando quando King e Titus presentarono il loro nuovo alleato, Austin Aries, che nel frattempo si era separato da Erick Stevens e Matt Cross. Aries divenne così mentore dei due giovani lottatori, che si guadagnarono ancora l'occasione di vincere i titoli di coppia sconfiggendo vari tag teams. Nel frattempo, a Contention, King affrontò nuovamente Danielson venendo sottomesso. A Manhattan Mayhem III, King e Titus persero contro gli Young Bucks.
Il 15 agosto 2009, misero fuori gioco Jerry Lynn attaccandolo con un piledriver. Continuarono la loro winning streak sconfiggendo Eddie Kingston e Brent Albright oltre agli Young Bucks. A Final Battle 2009, King sconfisse Roderick Strong, facendosi valere anche nella lotta singola. Nel gennaio 2010, il rientrante Lynn riprese la faida con King, con Jerry che riuscì a batterlo, ma poi causa reiterati attacchi successivi all'incontro, venne squalificato e la vittoria fu assegnata a King d'ufficio. Il 13 settembre 2010, venne resa nota la firma per il prolungamento del contratto di Kenny King.
Il 12 novembre, si iscrisse al Survival of the Fittest. Sconfisse El Generico, qualificandosi per il 6-Man elimination della finale, dove fu l'ultimo eliminato per mano di Eddie Edwards. A Final Battle 2010, Rhett e Titus, ora noti come gli All Night Express, sconfissero Adam Cole e Kyle O'Reilly, tornando ad avanzare pretese per i titoli di coppia. Il 26 febbraio 2011, persero l'incontro decisivo contro i campioni Chris Hero e Claudio Castagnoli, noti come Kings of Wrestling. Dopo questo incontro, iniziarono ad essere utilizzati dai booker come dei Face, beniamini del pubblico, e iniziarono una rivalità con i Briscoe Brothers. A Manhattan Mayhem IV, King e Titus sconfissero i Briscoe, che però vinsero un cruento rematch Honor Takes Center Stage.
Il 17 settembre, a Death Before Dishonor IX, gli All Night Express vinsero un'altra volta contro i Briscoe diventando primi sfidanti alle cinture di coppia, che conquistarono finalmente il 24 giugno a Best in the World 2012 contro Charlie Haas e Shelton Benjamin. Dopo alcune apparizioni di Kenny King per la Total Nonstop Action Wrestling, la ROH privò la coppia del titolo poiché, diventata ormai federazione importante, la ROH voleva l'esclusiva sui suoi detentori delle cinture. In seguito, King dichiarò in un'intervista che aveva deciso di lasciare la federazione di Philadelphia perché vedeva nella TNA effettivamente un'opportunità maggiore e perché la Ring of Honor non aveva offerto lui un contratto abbastanza remunerativo, nonostante il booking team avesse dimostrato di volerlo a tutti costi nel roster.

### Ritorno in TNA

#### X Division Champion (2012–2013)
Il 24 giugno 2012, il contratto di King con la ROH scadde ufficialmente e due settimane dopo, King lottò un incontro a Impact sconfiggendo Lars Only qualificandosi per il torneo di Destination X valido per il TNA X Division Championship. L'8 luglio, all'evento, prima sconfisse Douglas Williams per qualificarsi alla finale del torneo, salvo perderla contro Zema Ion in un Ultimate X match, insieme a Mason Andrews e Sonjay Dutt. Nella puntata del 26 luglio di Impact, King fu estratto a sorte dal campione dei pesi massimi Austin Aries come nuovo primo sfidante al titolo X Division di Zema Ion, ma l'incontro terminò in no contest con l'interferenza di Bobby Roode, nemico giurato di Ion. Così, dovette riguadagnarsi lo status di sfidante sconfiggendo Ion in un match a squadre dove questo faceva coppia con Roode mentre King con Austin Aries. Ad Hardcore Justice, King venne sconfitto da Ion che mantenne dunque la cintura. Ancora match per accaparrarsi l'opportunità di sfidare Ion nuovamente, il 6 dicembre vinse contro Kid Kash e Zema Ion che nel frattempo aveva perso la corona contro Rob Van Dam. A Final Resolution, fu Van Dam a prevalere, schienandolo aiutandosi con le corde del ring. In un match di coppia che vedeva contrapposti Van Dam e King contro Matt Morgan e Joey Ryan, King abbandonò l'X Division Champion sul ring. Il 10 gennaio 2013, si qualificò per partecipare al PPV Genesis sconfiggendo Zema Ion. A Genersis, perse contro Christian York.
Il 28 febbraio, vinse finalmente il TNA X Division Championship battendo Van Dam, in un incontro dove la stipulazione prevedeva che se King avesse perso, sarebbe stato fuori dalla X Division. A Lockdown, mantenne poi la cintura contro York e Ion in un incontro a tre. Sconfisse poi anche Petey Williams e Chris Sabin. A Slammiversary XI, perse la cintura contro Chris Sabin in un Ultimate X Match a tre concorrenti, al quale era iscritto anche Suicide. Nel rematch, King venne schienato da un falso Suicide, che altri non era che Austin Aries mascherato.

#### The Beat Down Clan (2014–2015)
Nell'edizione del 20 marzo 2014 di Impact, un promo annunciò il ritorno di Kenny King in TNA come "The King of the Night". Appena tornato da Heel, chiese subito un incontro contro MVP, che finì poi in no contest dopo che sfociò in una rissa. I due continuarono nel corso delle settimane ad interferire nei match altrui, fino a quando MVP effettuò anch'egli un Turn Heel, alleandosi a sorpresa con King per far fronte al nuovo nemico comune, Bobby Lashley.
In questo periodo, King risalì la china in federazione diventando un high-carder, avendo rivalità con personaggi di spicco come The Wolves, Bobby Roode e Eric Young. Il 19 giugno, ebbe anche un incontro valido per il TNA World Heavyweight Championship contro Eric Young, ma King perse. Come ripicca, intervenne la settimana seguente in un altro incontro valido per il titolo tra Young e Bobby Lashley, permettendo a quest'ultimo di vincere nonostante gli screzi che c'erano stati. Il 17 settembre 2014, King ed MVP ebbero un alterco con Army Sergeant e il wrestler disabile Chris Mendelez, che nell'occasione debuttava. King la stessa sera, perse contro Mendelez che venne attaccato da King subito dopo l'incontro. In difesa di Mendelez, intervenne poi Mr. Anderson.
Nell'edizione di Impact del 28 ottobre, registrata il 18 settembre 2014, Lashley perse il titolo dei pesi massimi contro Bobby Roode. Così, il 7 gennaio 2015, King ed MVP aiutarono Lashley a rivincere il titolo, insieme ai nuovi membri della stable Samoa Joe e Low Ki e anche Eric Young, storico amico di Roode, che fu così tradito. La settimana successiva, il nuovo gruppo venne presentato ufficialmente come i Beat Down Clan. Presto ci furono dei problemi all'interno del gruppo, che portarono alla fuoriuscita di Lashley sotto ordine di MVP.
Il 1º maggio a Impact, King vinse un ladder match conquistando il TNA X Division Championship, lo perse appena dieci giorni dopo contro Spud. Nel frattempo, i Beat Down Clan sconfissero i Rising in un 4 on 3 Handicap match, causando la dissoluzione del gruppo perdente. Con il ritorno di Hernandez in TNA, i Beat Down Clan lo presero tra le loro file. La stable ebbe però poco successo e si dissolse precocemente a causa di alcune dispute contrattuali della federazione di Orlando con Hernandez ed MVP. King da questi licenziamenti subì un grave danno di immagine, perché il suo personaggio cessò piano piano di essere utilizzato.
Dopo due mesi di stallo, King tornò sul ring il 2 settembre 2015 perdendo contro Bram. Dopo un ultimo incontro valido per il titolo X Division contro Tigre Uno, King lasciò la TNA. Dopo la dissoluzione dei Beat Down Clan, tutti i membri lasciarono la TNA ad eccezione di King che registrò dei match nel mese di luglio, prima quindi del suo ultimo incontro contro Tigre Uno. Queste registrazioni vennero trasmesse ad ottobre, quando King era già tornato nella Ring of Honor.

### Ritorno alla ROH (2015-Presente)
Tornò a sorpresa il 18 settembre nella Ring of Honor all'evento All Star Extravaganza VII, riunendosi con Rhett Titus per sconfiggere i Briscoe Brothers.

## Altri media
Il 22 luglio 2003, Layne fece un'apparizione per il programma televisivo "The Strip" impersonando Felix nell'episodio "Father's Day Blues". Apparve anche nella serie TV trasmessa su Nickelodeon "My Brother and Me", in un episodio chiamato "Dee Dee's Haircut". Successivamente, impersonò uno dei tre potenziali uomini che una donna doveva scegliere all'interno del gioco televisivo "Baggage". Layne non fu scelto, ma arrivò fino alle battute finali del programma.

## Personaggio

### Mosse finali
- Coronation (Backbreaker rack concludendo con una DDT)
- Royal Flush (Fireman Carry Side Slam)

### Soprannomi
- "The King of the Night"
- "The Natural"
- "The Pretty Boy Pitbull"
- "The/Your Chairman of Championships" / "The/Your Championship Chairman" (come membro del Cabinet; ROH)

### Musiche d'ingresso
- "Magic Machine" di Dale Oliver (TNA)
- "King of the Ring" di Dale Oliver (TNA)
- "It's The Night" di Dale Oliver (TNA)
- "The Anthem" di MVP & Jess James (TNA; usata come membri dei Beat Down Clam)
- "Swagga Like Us" di T.I. ft. Jay-Z, Kanye West & Lil' Wayne (ROH)
- "We's Hot" di Cadence Blaze (ROH)

## Titoli e riconoscimenti
Full Impact Pro
- FIP Tag Team Championship (1 - con Jason Blade)

Future Stars of Wrestling
- FSW Elite Championship (1)

Ultimate Wrestling Federation
- UWF Vegas Heavyweight Championship (1)

Ring of Honor
- ROH World Tag Team Championship (1 - con Rhett Titus)

Total Nonstop Action Wrestling
- TNA X Division Championship (1)
- TNA World Cup of Wrestling (2013) - con Christopher Daniels, James Storm, Kazarian e Mickie James

Pro Wrestling Illustrated
- 36º tra i 500 migliori wrestler singoli nella PWI 500 (2013)